# Éco-informatique
L'éco-informatique, ou informatique environnementale, désigne l'application de l'informatique dans les sciences de l'environnement. 

## Le domaine scientifique
Les premières définitions de l'éco-informatique étaient centrées sur la création d'outils informatiques pour l'analyse et l'échange de données relatives aux systèmes naturels. Les domaines et ses objectifs sont aujourd'hui élargis : 
« L'éco-informatique vise à une synthèse des sciences de l'environnement et des sciences de l'information qui définit les entités et processus des systèmes naturels dans un langage que les humains et les ordinateurs peuvent traiter. »
L'éco-informatique vise à faciliter la recherche et la gestion environnementales en développant des techniques spécifiques pour accéder à l'information environnementale, pour intégrer les informations et connaissances provenant de différentes disciplines et pour créer des outils ou services basés sur ces informations. Une partie importante de l'éco-informatique consiste à expliciter la sémantique des données, documents ou modèles, elle est donc fortement liée à la branche de l'informatique appelée représentation des connaissances. Du reste, plusieurs projets en éco-informatique se déroulent dans le cadre d'initiatives telles que le Web sémantique.
Ce domaine fait également appel aux concepts développés en systèmes d'information (en particulier les systèmes d'information environnementaux) et en Géomatique. Il fait également appel à tout ce qui touche à l'acquisition et à la transmission des données : réseaux (en particulier réseaux de capteurs), traitement d'images, visualisation des données, etc. 
C'est enfin un des moyens de tenter de combler ce qui a été nommé « l'obstacle taxonomique » par l'ONU, qui désigne le manque croissant de spécialistes formés en taxonomie et/ou capables de produire et utiliser des outils libres et ouverts (de types clés de détermination) pour identifier et décrire la biodiversité. Ce manque fait « obstacle » à la poursuite de l’inventaire et de la protection du vivant, et à la correction de la classification des espèces et autres taxons. 

## Green computing
Le Green computing, ou l'informatique verte, désigne à l'inverse la recherche de diminution de l'empreinte écologique des appareils informatiques. 
Ce travail peut faire intervenir l'éco-informatique.